# Британский Гондурас на летних Олимпийских играх 1968
Британский Гондурас принимал участие в Летних Олимпийских играх 1968 года в Мехико (Мексика) в первый раз за свою историю, но не завоевал ни одной медали. Сборная страны состояла из 7 спортсменов (все — мужчины).

## Результаты

### Велоспорт
Трековые гонки
| Спортсмен      | Дисциплина                           | Квалификация | Квалификация | Четвертьфинал        | Четвертьфинал        | Четвертьфинал        | Полуфинал            | Полуфинал            | Полуфинал            | Финал                | Финал                | Место |
| Спортсмен      | Дисциплина                           | Время        | Место        | Соперник             | Время                | Место                | Соперник             | Время                | Место                | Соперник             | Время                | Место |
| -------------- | ------------------------------------ | ------------ | ------------ | -------------------- | -------------------- | -------------------- | -------------------- | -------------------- | -------------------- | -------------------- | -------------------- | ----- |
| Денифль Макнаб | индивидуальное преследование, 4000 м | 6:12,96      | 28           | Завершил выступления | Завершил выступления | Завершил выступления | Завершил выступления | Завершил выступления | Завершил выступления | Завершил выступления | Завершил выступления | 28    |

| Спортсмен        | Дисциплина | 1 раунд                                     | 1 раунд | Утешительный                  | Утешительный | 2 раунд              | 2 раунд              | Утешительный         | Утешительный         | 1/8 финала           | 1/8 финала           | Утешительный         | Утешительный         | Утешительный финал   | Утешительный финал   | 1/4 финала           | Полуфинал            | Финал                | Место |
| Спортсмен        | Дисциплина | Соперники                                   | Место   | Соперники                     | Место        | Соперники            | Место                | Соперники            | Место                | Соперники            | Место                | Соперники            | Место                | Соперники            | Место                | Соперник             | Соперник             | Соперник             | Место |
| ---------------- | ---------- | ------------------------------------------- | ------- | ----------------------------- | ------------ | -------------------- | -------------------- | -------------------- | -------------------- | -------------------- | -------------------- | -------------------- | -------------------- | -------------------- | -------------------- | -------------------- | -------------------- | -------------------- | ----- |
| Кеннет Сазерленд | спринт     | Джеки Симес США Даниэль Гоэнс Бельгия 11,23 | 3       | Джон Николсон Австралия 11,09 | 2            | Завершил выступления | Завершил выступления | Завершил выступления | Завершил выступления | Завершил выступления | Завершил выступления | Завершил выступления | Завершил выступления | Завершил выступления | Завершил выступления | Завершил выступления | Завершил выступления | Завершил выступления |       |

### Лёгкая атлетика
| Спортсмен     | Дисциплина | Первый раунд | Первый раунд | Четвертьфинал        | Четвертьфинал        | Полуфинал            | Полуфинал            | Финал                | Финал                |
| Спортсмен     | Дисциплина | Время        | Место        | Время                | Место                | Время                | Место                | Время                | Место                |
| ------------- | ---------- | ------------ | ------------ | -------------------- | -------------------- | -------------------- | -------------------- | -------------------- | -------------------- |
| Колин Торнтон | 200 м      | 22.14        | 7            | Завершил выступления | Завершил выступления | Завершил выступления | Завершил выступления | Завершил выступления | Завершил выступления |

| Спортсмен   | Дисциплина     | Квалификация | Квалификация | Финал                | Финал                |
| Спортсмен   | Дисциплина     | Результат    | Место        | Результат            | Место                |
| ----------- | -------------- | ------------ | ------------ | -------------------- | -------------------- |
| Оуэн Мейган | прыжок в длину | 6,06         | 34           | Завершил выступления | Завершил выступления |

### Стрельба
| Спортсмен       | Дисциплина                         | Результат | Результат |
| Спортсмен       | Дисциплина                         | Очки      | Место     |
| --------------- | ---------------------------------- | --------- | --------- |
| Роберт Хулс     | Малокалиберная винтовка лёжа, 50 м | 584       | 63        |
| Эдвард Андерсон | Малокалиберная винтовка лёжа, 50 м | 562       | 86        |

### Тяжёлая атлетика
| Спортсмен     | Весовая категория | Жим       | Жим   | Рывок     | Рывок | Толчок    | Толчок | Сумма | Место |
| Спортсмен     | Весовая категория | Результат | Место | Результат | Место | Результат | Место  | Сумма | Место |
| ------------- | ----------------- | --------- | ----- | --------- | ----- | --------- | ------ | ----- | ----- |
| Марио Мендоса | до 67,5 кг        | 82,5      | 20    | 87,5      | 20    | 110,0     | 19     | 280,0 | 19    |